# Сърцето не е създател
„Сърцето не е създател“ е българска стихосбирка от поета Йордан Ефтимов, издадена в София през 2013 г.
За нея същата година поетът е отличен с националната награда „Иван Николов“, а през пролетта на 2014 г. и с националната награда „Христо Фотев“ в конкуренция със 144 стихосбирки на други български автори, издадени през 2012-2013 г.

## Отзиви
„Бих обърнал внимание и на фотографския поглед в много от стихотворенията – отсечен, рамкиран, предизвикателно преднамерен. Личният ми фаворит е „Къща над вълните“, заради иронията, с която сдвоява чудото и всекидневието“, пише Ангел Игов.
„Веднага – и направо изненадан от себе си – да заявя, че това е най-добрата до този момент поетическа книга на Йордан Ефтимов. ... Хареса ми преди всичко заради емоционалния кипеж дълбоко под повърхността на текста, който я пробива с ясни, рационални, геометрични, замръзнали конструкции. Навън е толкова студено и безлюдно, и правилно (сякаш стиховете на Ефтимов са писани от Хопър, който рисува созополския плаж, или Хокни, който рисува изчезнало край морето дете), че излизайки навън, словото веднага се вкочанява…“, пише Марин Бодаков във в. „Култура“.
„Тази книжка, в която написваното засипва разказаното, за да се вписва отново и отново до безкрай в неговите непрестанно потъващи и прииждащи пясъци, задава правоъгълника на един пясъчник, чиито инструкции за ползване изключват разделянето на играта и смъртта, тренировката и скока, повторението и неотменността, репетицията и събитието, пясъчника и сърцето“, категоричен е проф. Владимир Сабоурин в рецензия за пловдивското списание „Страница“.
„В „Сърцето не е създател“ на Йордан Ефтимов трудно постижимото по сетивен път съ-битиè на матема и поема (в смисъла на квадривиума на А. Бадиу – като научно познание и екзистенциално познание, т.е. изкуство) е постигнало видимост на много места из книгата“, казва в рецензията си в „Литературен вестник“ преподавателят в Шуменския университет Пламен Шуликов.